# Joseph Johanns
Joseph Johanns dit Josy Johanns est un coureur cycliste professionnel luxembourgeois né le 14 mai 1944 à Roder (Clervaux), professionnel en 1968 et 1969. 

## Palmarès
- 1966
  - 3e du Flèche du Sud
  - 3e du Grand Prix François-Faber
- 1967
  - 8e étape du Tour d'Autriche
  - 3e du championnat de Luxembourg de cyclo-cross
  - 3e du Flèche du Sud
- 1969
  - Grand Prix du Nouvel-An

## Résultats sur les grands tours

### Tour de France
1 participation
- 1968 : hors délais (2e étape)